# Усвјача
Усвјача (блр. Усвяча; рус. Усвяча) руско-белоруска је река и десна притока реке Западне Двине (део басена Балтичког мора).
Извире на територији Куњског рејона у Псковској области Русије, тече ка северу кроз неколико мањих језера и на послетку се улива у Западну Двину на подручју Витепског рејона Витепске области у Белорусији на око 3 km од варошице Сураж.
Укупна дужина водотока од извора до ушћа је 100 km, од тога 31 km је на територији Белорусије. Укупна површина басена је 1.240 km². Језера чине око 6% речног корита. Просечан пад је око 0,15 метара по километру тока, а просечан годишњи проток у зони ушћа је 15,9 m³/s.
Речна долина је знатно пространија и нижа у горњим деловима тока где достиже и до 3 km, а обала је доста ниска и делимично замочварена. У доњем делу тока обала је нешто виша, а обалска равница ужа.
Хидролошки режим реке Усвјаче прати се од 1911. године.
Најважније притоке су Овсјанка, Рудња, Успол и Холујца.